# Luciano Savian
Luciano Savian (Caorle, 23 novembre 1948) è un ex calciatore italiano, di ruolo centrocampista.

## Carriera
Debutta in Serie C nella stagione 1969-1970 con il Monfalcone.
L'anno successivo passa al Palermo con cui disputa 3 partite in Serie B.
Torna nella terza serie giocando per un anno con il Siracusa e due con il Pisa, prima di risalire tra i cadetti disputando due stagioni con la Reggiana nei campionati 1974-1975 e 1975-1976, per un totale di 64 presenze e due reti.
Con gli emiliani gioca per un altro anno in Serie C, e poi disputa gli ultimi anni della carriera in Serie C1 con la Lucchese e in Serie C2 con il Conegliano.